# Bevinahalli, Chiknayakanhalli
Bevinahalli là một làng thuộc tehsil Chiknayakanhalli, huyện Tumkur, bang Karnataka, Ấn Độ.